# Nigeria-Airways-Flug 9805
Nigeria-Airways-Flug 9805 (Flugnummer: WT9805) war ein Frachtflug der Fluggesellschaft Nigeria Airways vom Internationalen König-Abd-al-Aziz-Flughafen in Dschidda, Saudi-Arabien zum Mallam Aminu Kano International Airport in Kano, Nigeria. Am 19. Dezember 1994 verunglückte auf dem Flug eine Boeing 707-320C infolge eines Brandes im Frachtraum. Von den 5 Menschen an Bord kamen 3 ums Leben.

## Flugzeug
Die verunglückte Maschine war eine im Jahr 1972 gebaute Boeing 707-3F9C, die mit dem Luftfahrzeugkennzeichen 5N-ABK
auf die Nigeria Airways zugelassen war. Die Maschine hatte bis zu dem Unfall 31.477 Flugstunden absolviert.

## Besatzung und Passagiere
Der Kapitän hatte 10.917 Stunden Flugerfahrung, davon 3594,5 auf der Boeing 707. Der Erste Offizier hatte Musterberechtigungen für die Boeing 707 und die Boeing 727 und 5201 Stunden Flugerfahrung, wovon er 2000 auf der Boeing 707 absolviert hatte. Der Flugingenieur hatte 2293 Stunden Flugerfahrung. Zum Unfallzeitpunkt befand sich noch Kerosin für 2,5 Flugstunden in den Tanks. Die Maschine hatte etwa 35 Tonnen Fracht geladen. Als Passagiere waren der Lademeister und ein Mechaniker an Bord, die später beide bei dem Unfall starben.

## Flugverlauf
Die Maschine sollte am 18. Dezember 1994 zunächst 13 leere Frachtpaletten aus Kano nach Dschidda fliegen und diese beladen zurückbringen. Der Flug wäre zunächst fast durch den Kapitän abgesagt worden, da nur fünf Paletten aufgeladen wurden und der Mitarbeiter, der die Schlüssel für das Palettenlager verwaltete, an dem Tag nicht zur Arbeit erschienen war. Schließlich konnte vor Ort doch noch eine Einigung getroffen werden, sodass sieben weitere Paletten für den Abflug aufgeladen wurden. Die Maschine hob um 17 Uhr UTC in Kano ab und landete wenige Minuten nach 22 Uhr UTC in Dschidda. Die kalkulierte Abfertigungszeit bis zum Rückflug hätte planmäßig eineinhalb Stunden betragen sollen, es dauerte schließlich jedoch eine Stunde länger, bis die Paletten in Dschidda verladen waren. Um 0:30 Uhr UTC war die Maschine startbereit, doch während des Anlassens der Triebwerke versagte Triebwerk Nr. 4 den Dienst, sodass die Maschine über Nacht auf dem Flughafen verblieb. Nach der Reparatur hob die Maschine um 13:48 UTC in Dschidda ab und sollte um 18:19 Uhr UTC in Kano eintreffen. Der Kapitän war nicht davor gewarnt worden, dass irgendwelche Gefahrgüter verladen wurden. Als die Maschine gegen 17:00 Uhr UTC in einer Höhe von 35.000 Fuß N’Djamena überflog, stellte der Flugingenieur einen merkwürdigen Geruch im Cockpit fest. Die Insassen bemerkten, dass der Geruch sich nicht aufzulösen schien. Die beiden Passagiere im Laderaum versuchten, den Weg der Geruchsentwicklung nachzuverfolgen und wurden schließlich auf Palette Nr. 11 aufmerksam, die eine Art Nebel abzusondern schien. Die Männer besprühten die Palette mit einem Feuerlöscher. Nach der anschließenden Aktivierung der Rauchabzugsanlage konnten die Insassen der Maschine zunächst keine weitere Qualm- und Geruchsbildung feststellen. Um 18 Uhr UTC erhielt die Besatzung die Freigabe zum Sinken für den Anflug auf Kano. Kurz darauf ertönte ein Warnsignal, eine Minute später wurde eine Feuerwarnung ausgelöst und Rauch fing an, ins Cockpit zu ziehen. Die Piloten leiteten daraufhin einen raschen Sinkflug von 3000 Fuß (910 Meter) pro Minute ein. Der Flugingenieur nahm um 18:04 Funkkontakt mit der Fluggesellschaft auf, der jedoch sieben Sekunden später abbrach und damit zum gleichen Zeitpunkt wie die Aufnahmen des Stimmenrekorders. In diesem Augenblick war es zu einer Explosion im Frachtraum gekommen, die den Autopiloten deaktivierte. Kurz darauf kam es zu einer zweiten Explosion, durch die das Flugzeug heftig ins Wanken kam. Die Maschine sank langsam in ein Sumpfgebiet bei Kiri Kasana, rollte jedoch nach dem ersten Wasserkontakt. Drei der fünf Personen an Bord kamen ums Leben, darunter die beiden Männer, die auf der Ladefläche gesessen hatten.

## Unfallursache
Es konnte ermittelt werden, dass das Flugzeug eine nicht deklarierte, hochreaktive, wärmegenerierende Substanz geladen hatte. Der ins Cockpit ziehende Rauch habe die Handlungsfähigkeit der Besatzung beeinträchtigt, zudem hatten der Brand und die beiden Explosionen die Steuerungssysteme der Maschine massiv in Mitleidenschaft gezogen.